# Sphingonotus rubescens
Sphingonotus rubescens är en insektsart som först beskrevs av Walker, F. 1870.  Sphingonotus rubescens ingår i släktet Sphingonotus och familjen gräshoppor.

## Underarter
Arten delas in i följande underarter:
- S. r. burri
- S. r. fallax
- S. r. fasciatus
- S. r. subfasciatus
- S. r. rubescens
- S. r. afghanicus